# 마이클 오스트로스키

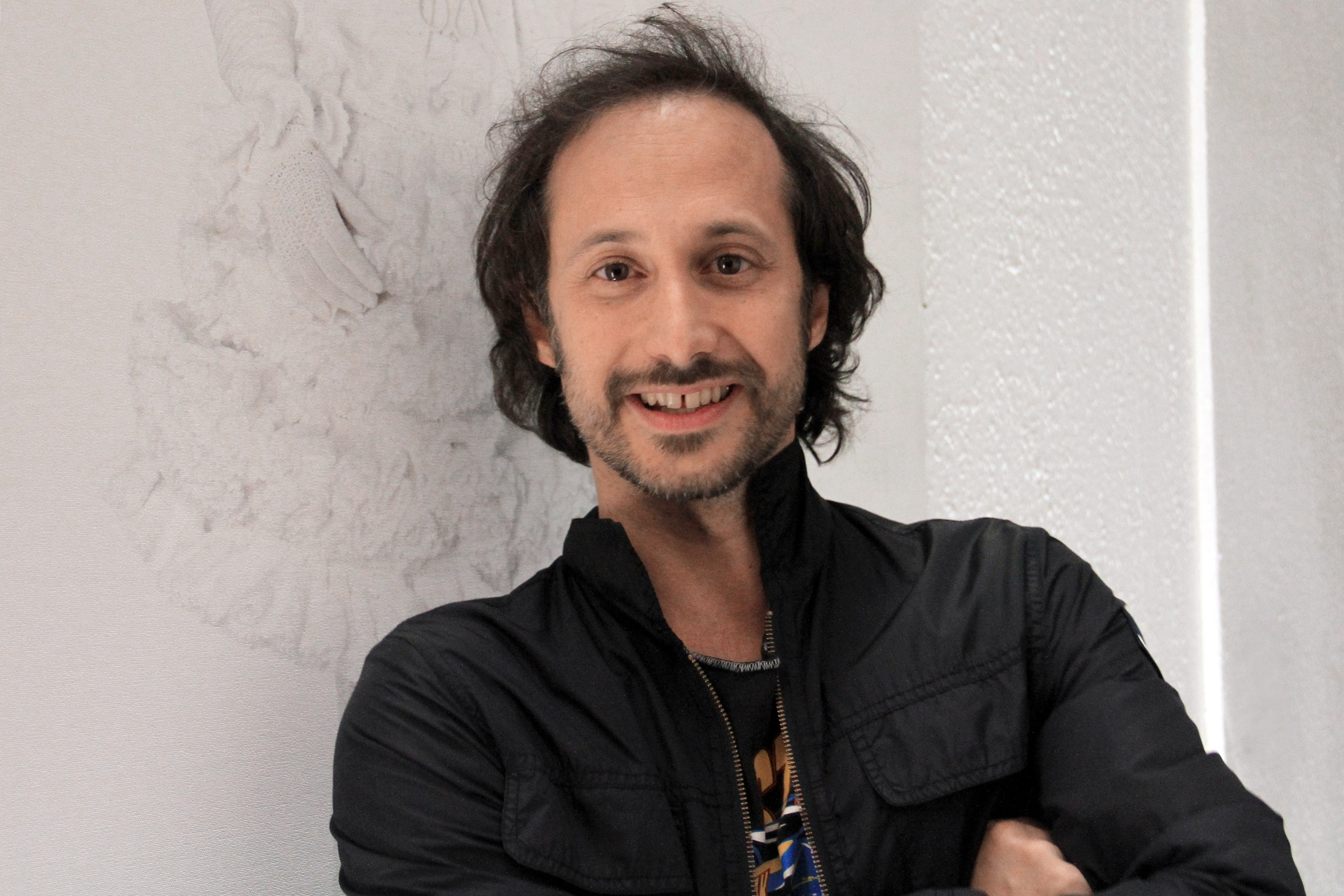

마이클 오스트로스키(Michael Ostrowski, 1973년 1월 3일 ~ )는 오스트리아의 배우, 각본가, 영화배우이다.
레오벤에서 태어났다.

## 영화
- 애니멀즈 (2017년)
- 로큰롤 호텔 (2016년)
- 하프 브라더스 (2015년)
- 선생님이 작아졌어요 (2015년)
- 컨택트 하이 (2009년)
- 스롤란 마이러브 (2009년)
- 텔 (2007년)
- 슬러밍 (2006년)
- 제리코 (2006년)
- 달팽이들 (2004년)
- CSI - 마이애미 (2002년)